# Putovnica Bosne i Hercegovine
Putovnica Bosne i Hercegovine je putna isprava koja se državljaninma Bosne i Hercegovine izdaje za putovanje i boravak u inozemstvo, kao i za povratak u zemlju.
Za vrijeme boravka u inozemstvo, putna isprava služi za dokazivanje identiteta i kao dokaz o državljanstvu Bosne i Hercegovine. Putovnica Bosne i Hercegovine se izdaje za neograničen broj putovanja.
Građanima Bosne i Hercegovine nije potrebna viza za ulazak u Republiku Hrvatsku, Republiku Srbiju, Republiku Tursku, Republiku Albaniju i zemlje potpisnice Schengenskog sporazuma.

## Jezici
Putovnica je ispisana bosanskim, srpskim, hrvatskim i engleskim jezikom.

### Stranica s identifikacijskim podacima
- slika vlasnika putovnice
- tip ("P" za putovnicu)
- kod države
- serijski broj putovnice
- prezime i ime vlasnika putovnice
- državljanstvo
- nadnevak rođenja (DD. MM. GGGG)
- spol (M za muškarce ili F za žene)
- mjesto rođenja
- nadnevak izdavanja (DD. MM. GGGG)
- potpis vlasnika putovnice
- nadnevak isteka (DD. MM. GGGG)
- izdana od